# باکوم
باکوم (به هلندی: Bakkum) یک منطقهٔ مسکونی در هلند است که در کاستریکوم واقع شده‌است. باکوم ۳٬۰۵۷ نفر جمعیت دارد.